# Vanuatuische Fußballnationalmannschaft
Die vanuatuische Fußballnationalmannschaft ist das Auswahlteam des pazifischen Inselstaates Vanuatu.
Vanuatu ist seit 1988 Mitglied des Weltfußballverbandes FIFA sowie des Regionalverbandes OFC. Somit nimmt man an den Qualifikationsspielen zu Fußball-Weltmeisterschaften sowie zum OFC-Nations-Cup teil. Bisher ist es der Mannschaft noch nicht gelungen, sich für eine Fußball-Weltmeisterschaft zu qualifizieren.
Bereits als Nationalmannschaft der Neuen Hebriden, wie Vanuatu vor seiner Unabhängigkeit 1980 hieß, erreichte man 1973 beim OFC-Nationen-Pokal einen vierten Platz. Vierte Plätze erreichte man auch 2000, 2002 und 2008.
Für eine Sensation sorgte die Nationalmannschaft Vanuatus bei der Qualifikation zur Fußball-Weltmeisterschaft 2006 in Deutschland, als man Neuseeland mit 4:2 besiegte. Neuseeland wurde dadurch hinter Australien und den Salomonen nur Dritter der Qualifikationsgruppe und verpasste somit das Entscheidungsspiel um die Teilnahme an der Weltmeisterschaft.

## Teilnahmen an Fußball-Weltmeisterschaften
- 1930 bis 1990 – Nicht teilgenommen
- 1994 bis 2018 – Nicht qualifiziert
- 2022 – zurückgezogen[3]
- 2026  – Nicht qualifiziert

## Teilnahmen am OFC Nations Cup
- 1973 – Vierter
- 1980 – Vorrunde
- 1996 – Nicht qualifiziert
- 1998 – Vorrunde
- 2000 – Vierter
- 2002 – Vierter
- 2004 – Sechster
- 2008 – Vierter
- 2012 – Vorrunde
- 2016 – Vorrunde
- 2024 – Zweiter

## Teilnahmen an den Südpazifik- und Pazifikspielen
Vanuatu bzw. die Neuen Hebriden nahmen an allen Austragungen teil, konnten aber noch nie den Titel gewinnen.
- 1963 – Viertelfinale
- 1966 – Dritter
- 1969 – Fünfter
- 1971 – Zweiter
- 1975 – Vorrunde
- 1979 – Viertelfinale
- 1983 – Vorrunde
- 1987 – Vierter
- 1991 – Vierter
- 1995 – Vierter
- 2003 – Dritter
- 2007 – Dritter
- 2011 – Vorrunde
- 2015 – Vorrunde
- 2019 – Vorrunde
- 2023 – Vierter

## Teilnahmen am Melanesien-Cup
Vanuatu nahm an allen bisherigen Austragungen teil und konnte dabei jeden Platz mindestens einmal belegen.
- 1988 – Vierter (von 4 Teilnehmern)
- 1989 – Fünfter (von 5 Teilnehmern)
- 1990 – Sieger
- 1992 – Vierter (von 4 Teilnehmern)
- 1994 – Fünfter (von 5 Teilnehmern)
- 1998 – Zweiter
- 2000 – Dritter

## Trainer
- P. Reichert (1973)
- Terry O’Donnell (1987–1993)
- Saby Natonga (1996)
- Alwyn Job (1998)
- Juan Carlos Buzzetti (2000–2004)
- Joe Szekeres (2004–2007)
- Robert Calvo (2007–2008)
- Willian Malas (2008)
- Saby Natonga (2011–2012)
- Percy Avock (2012–2015)
- Moise Poida (2015–2018)
- Etienne Mermer (2017)
- Paul Munster (2019)
- Etienne Mermer (2019–2022)
- George Amos (2022)
- Juan Carlos Buzzetti (2022)
- Emerson Alcântara (2022)
- Etienne Mermer (2022–2023)
- Emerson Alcântara (2023–2024)
- Juliano Schmeling (seit 2024)